# Alfred Stöger
Alfred Stöger (né le 21 juillet 1900 à Traiskirchen et mort le 12 janvier 1962 à Vienne) est un réalisateur autrichien.

## Filmographie partielle
- 1937 : Andere Welt coréalisé avec Marc Allégret
- 1939 : Le cœur se trompe (Irrtum des Herzens)
- 1947 : Grève d'amour (Triumph der Liebe)
- 1954 : Unsterblicher Mozart
- 1955 : Goetz von Berlichingen
- 1956 : Wilhelm Tell